# Fabrizio Piccareta
Fabrizio Piccareta (Genova, 15 novembre 1965) è un allenatore di calcio ed ex calciatore italiano, di ruolo centrocampista.

## Carriera

### Calciatore
Ha trascorso l'intera carriera di calciatore a livello dilettantistico nella natia Liguria, lavorando anche come libraio negli ultimi anni di attività.

### Allenatore
Dal 2005 al 2009 è stato l'allenatore del progetto di Inter Campus, lavorando in paesi come Cina, Cambogia e Colombia, mentre nel biennio successivo ha allenato la squadra della Loanhead (Scozia) Nel 2011 diventa il vice di Paolo Di Canio allo Swindon Town, da lui conosciuto al corso tecnico federale di Coverciano
; conquistano assieme la vittoria della League Two, prima di lasciare la squadra nel febbraio del 2013, dopo aver condotto i biancorossi in una partita di campionato. Il 2 aprile subentra, sempre come vice di Di Canio, sulla panchina del Sunderland, con cui riesce a conquistare la salvezza, prima di essere esonerato il 23 settembre.
Nel febbraio del 2015 diventa il vice di Cristiano Bacci all'Olhanense; resta con il club portoghese fino al termine della stagione, prima di tornare in Italia e diventare allenatore nel settore giovanile della Sampdoria. Nel 2017 si trasferisce all'Inter Turku, squadra finlandese militante in Veikkausliiga, dove nel mese di agosto subentra all'esonerato Shefki Kuqi, venendo poi confermato anche per la stagione successiva. Dopo aver vinto la Coppa di Finlandia, il 9 giugno 2018 si dimette dall'incarico; tornato in Italia, diventa il nuovo tecnico della formazione Under-17 della Roma. Con la squadra giallorossa vince lo Scudetto nel 2021, venendo in seguito premiato con il premio Manlio Scopigno come miglior allenatore di settore giovanile d’Italia; il 21 luglio seguente passa alla SPAL, con cui firma un biennale come allenatore della formazione Primavera. Il 4 febbraio 2022 viene esonerato e sostituito da Paolo Mandelli.
Dopo aver diretto per un anno il dipartimento sportivo di Rome City Institute, nel Luglio 2023 firma un contratto biennale con la Dinamo Tirana, club albanese della massima serie, come vice allenatore di Luigi Di Biagio. Dal novembre 2023 al gennaio 2024 allena la Boreale, successivamente diventa il vice allenatore di Lugi Di Biagio nell'Arabia Saudita U23

## Palmarès

### Giocatore

#### Competizioni regionali
- Eccellenza: 2

Sanremese: 1991-1992, 1995-1996
- Coppa Italia Dilettanti Liguria: 1

Sanremese: 1995-1996

### Allenatore

#### Competizioni nazionali
- Coppa di Finlandia: 1

Inter Turku: 2017-2018

#### Competizioni giovanili
- Campionato Nazionale Under-17: 1

Roma: 2020-2021

#### Riconoscimenti
- Premio Manlio Scopigno: 1

miglior allenatore di settore giovanile d’Italia 2021